# La Machine du Moulin Rouge
Pour les articles homonymes, voir Locomotive (homonymie).

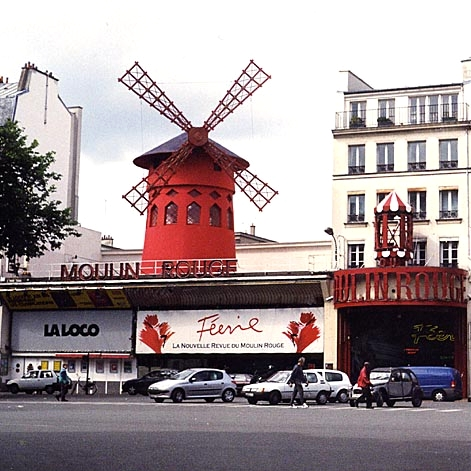

La Machine du Moulin Rouge, anciennement La Locomotive,  est un complexe discothèque et salle de concert fondé au début des années 1960 au 80 boulevard de Clichy dans le 18e arrondissement de Paris. Cet établissement, orienté à l'origine vers la musique rock et une clientèle jeune, est devenu La Machine du Moulin Rouge en janvier 2010.

## Histoire

### Années 1960
C'est André Pousse, ancien cycliste professionnel et futur acteur, figure du show-business parisien, qui a eu l'idée de créer La Locomotive, vers 1960. Il était alors directeur artistique du cabaret du Moulin-Rouge ; la nouvelle boîte de nuit est installée à côté de ce dernier, dans une salle en sous-sol. Le hasard (ou le flair de son promoteur) fait que ce lieu va devenir un point de ralliement pour les amateurs de rock 'n' roll et attire une nombreuse clientèle jeune, bien différente de celle qui prévaut dans les petits bars-club du quartier Pigalle. Relativement vaste pour l'époque et peu sélective à l'entrée, la « Loco » voit affluer la génération yéyé. Dès 1964, elle dispose d'un statut mythique chez les moins de vingt ans.
En 1965, André Pousse cède le rôle d'animateur à Jean-Claude Berthon, directeur du magazine Disco Revue. La même année ouvre le Bus Palladium, deux rues plus bas. L'émulation entre les deux établissements suscite une programmation musicale de suprême qualité, toujours au fait des dernières nouveautés de la musique pop anglaise. La Loco et le Bus sont les lieux où commence à se répandre la pratique du jerk à Paris, ce sont alors les deux temples de ce qu'est à Paris l'équivalent de la culture mod londonienne. Les plus grandes stars britanniques ne dédaignent pas d'y passer une soirée quand ils sont de passage en France. Plusieurs des plus grands groupes anglais donnent des concerts à la Loco (comme The Who, en décembre 1965 et avril 1966, les  The Kinks, David Bowie…).
En 1966, un samedi soir, les habitués se voient refuser l'accès à la Loco, Dalida devant donner une représentation. C'est sous les huées qu'elle se fait accueillir à son entrée par la jeunesse retenue derrière des barrières de protection. On y rencontre souvent un personnage étrange sympa et attachant, cheveux tombants au milieu du dos, le baron de Lima. 

### Éclipse, et relance
Dans les années 1970 la Loco n'est plus le lieu « branché » qu'elle était, sa formule donne des signes d'essoufflement. Elle est fermée, et s'installe à la place, et dans les niveaux supérieurs de l'immeuble attenant au Moulin Rouge, un cinéma multiplex 4 salles de Paramount. À son tour, ce cinéma va connaître des problèmes de rentabilité et fermera.
Les salles de cinéma Paramount sont rachetées par 3 associés: Emmanuel et Frédéric Bolling et Yee Chun Lun. Tous trois sont issus de Rosebud Sécurité. En décembre 1986, après des travaux d'envergure dans l'immeuble confiés à Michel GARCIN architecte DESA qui transformera notamment l'ancienne chaufferie du Moulin Rouge en discothèque / salle de concerts, la Loco est relancée, en grand format. Elle se déploie dorénavant sur quelque 2 500 m2 pouvant accueillir au moins autant de personnes, et est divisée en trois niveaux avec trois DJs, chacun d'eux pouvant être spécialisé dans un style particulier de musique (rock, electro, techno, metal voire hip-hop), il y en a pour tous les goûts. Elle deviendra le nouveau temple du rock.Elle renoue avec certaines spécificités d'autrefois en ciblant une clientèle populaire jeune, avec à l'entrée une sécurité nettement moins revêche et sourcilleuse que devant les discothèques bourgeoises. On y donne aussi de nombreux concerts, deux ou trois par semaine sur une grande scène. C'est la 1ere discothèque en France équipée de matériel de concert, Turbosound en sonorisation et TeleScan en lumières. David Bowie est un des  premiers à s'y produire. Elle est la plus grande boîte de nuit de la capitale française, et est repartie pour vingt années d'activité.
Durant cette période, la salle devient, avec l'Élysée Montmartre toute proche, la principale salle de concert où jouent les groupes de heavy metal de passage dans la capitale.

### La Machine du Moulin Rouge
Au début du XXIe siècle La Loco évolue en donnant une place croissante aux grands DJ qui donnent le ton dans les discothèques modernes mais ne parvient pas à contrecarrer la détérioration de sa situation financière à la suite d'un contrôle fiscal qu'elle conteste. S'ensuit une bataille juridique et fiscale qui peu à peu l'étrangle financièrement. Elle tombe en cessation de paiements en octobre 2009. Une offre de reprise par le personnel est rejetée par le Tribunal de commerce ; les salariés occupent brièvement les locaux en protestation. Est désignée comme repreneur du fonds de commerce la société du Bal du Moulin Rouge, qui gère le grand cabaret voisin et est propriétaire des murs. Il a été d'abord question de reconvertir les lieux en un café complété d'un service de restauration rapide. L'acquéreur a toutefois décidé de reconduire l'activité discothèque, en rebaptisant l'établissement La Machine du Moulin Rouge. Après deux mois de rénovation des locaux, La Machine ouvre en janvier 2010.